# Садза
Садза (яп. 佐々町 Садза-тё:) — посёлок в Японии, находящийся в уезде Китамацуура префектуры Нагасаки. Площадь посёлка составляет 32,30 км², население — 13 549 человек (1 июля 2014), плотность населения — 419,47 чел./км².

## Географическое положение
Посёлок расположен на острове Кюсю в префектуре Нагасаки региона Кюсю. С ним граничит город Сасебо.

## Население
Население посёлка составляет 13 549 человек (1 июля 2014), а плотность — 419,47 чел./км². Изменение численности населения с 1980 по 2005 годы:
| 1980 | 11 812 чел. |  |
| 1985 | 12 212 чел. |  |
| 1990 | 12 068 чел. |  |
| 1995 | 12 695 чел. |  |
| 2000 | 13 335 чел. |  |
| 2005 | 13 697 чел. |  |